# 9 tháng 10
Ngày 9 tháng 10 là ngày thứ 282 (283 trong năm nhuận) trong lịch Gregory. Còn 83 ngày trong năm.

## Sự kiện
- 1370: đảo chính cung đình của cha con Thái tể Cung Tĩnh vương Trần Nguyên Trác, Trần Nguyên Tiết chống Trần Nhật Lễ thất bại.
- 1701 – Trường Cao đẳng Connecticut, nay là Đại học Yale, được thành lập tại Old Saybrook, Connecticut, Hoa Kỳ.
- 1740 – Quân đội của Công ty Đông Ấn Hà Lan và cư dân bản địa bắt đầu tiến hành thảm sát người Hoa tại Batavia, nay là Jakarta, Indonesia.
- 1762: cuộc Chiến tranh Bảy năm: Nhà vua nước Phổ Friedrich II Đại Đế lấy lại được pháo đài Schweidnitz (Silesia) từ tay quân Áo.
- 1874 – Tổng Liên minh Bưu chính, nay là Liên minh Bưu chính Quốc tế, được thành lập theo Hiệp ước Bern với mục đích thống nhất các dịch vụ và luật lệ bưu chính, cho phép trao đổi bưu phẩm quốc tế tự do.
- 1967 – Sau khi bị bắt giữ vào ngày hôm trước, nhà lãnh đạo quân du kích Che Guevara bị quân đội chính phủ Bolivia hành quyết.
- 1970 – Cộng hòa Khmer được chính thức tuyên bố thành lập.
- 1983 – Một nỗ lực ám sát bất thành nhằm vào Tổng thống Hàn Quốc Chun Doo–hwan xảy ra tại thủ đô Rangoon của Miến Điện, khiến 21 người thiệt mạng.

## Sinh
- 1822 – Jacques Antoine Charles Bresse, kỹ sư xây dựng Pháp (m. 1883)
- 1859 – Alfred Dreyfus, sĩ quan người Pháp, nạn nhân trong vụ Dreyfus (m. 1935)
- 1940 – John Lennon, ca sĩ, nhạc sĩ nhạc rock người Anh (m. 1980)
- 1947 – Nguyễn Thành Trung, cựu phi công Việt Nam, người ném bom dinh Độc Lập ngày 8 tháng 4 năm 1975.
- 1966 – David Cameroon, Cựu Thủ tướng Vương quốc Liên hiệp Anh và Bắc Ireland
- 1970 – Nguyễn Hồng Sơn, là cầu thủ bóng đá người Việt Nam
- 1972 – Thu Phương, nữ ca sĩ người Hải Phòng

## Mất
- 984 – Phạm Cự Lạng, danh tướng thời Đinh – Tiền Lê (s. 944)
- 1370 – Cha con Trần Nguyên Trác, Trần Nguyên Tiết, tôn thất nhà Trần
- 1854 – Nguyễn Phúc Thục Tuệ, phong hiệu Vĩnh Chân Công chúa, công chúa con vua Minh Mạng (s. 1832)
- 1967 – Che Guevara, nhà cách mạng người Argentina (s. 1928).
- 1991 – Ivan Frolavič Klimaŭ, chính khách Liên Xô người Belarus (s. 1903).[1]
- 1995 – Trần Cung, nhà thơ và nhà chính trị người Việt (s. 1898)